# 王龙 (烈士)
王龙（1908年12月28日—1945年9月），原名王隆恩，抗日烈士。生于江苏省扬中县三跃乡翁家塘，中共党员，新四军军人。1940年12月，任扬中县抗日民主政府县长，1945年8月被任命为镇江市市长。1945年9月，与伪军遭遇，遇害。
中华人民共和国成立后，殉难处附近的小桥被命名为“王龙桥”。1986年，镇江市政府在“王龙桥”附近建了“王龙亭”，并树碑刻石，以作纪念。